# Gran Premio Bruno Beghelli 2017
La 22.ª edición de la clásica ciclista Gran Premio Bruno Beghelli se celebró en Italia el 1 de octubre de 2017 sobre un recorrido de 196,3 km con inicio y final en la ciudad de Monteveglio.
La carrera formó parte del UCI Europe Tour 2017, dentro de la categoría 1.HC.
La carrera fue ganada por el corredor español Luis León Sánchez del equipo Astana, en segundo lugar Sonny Colbrelli (Bahrain-Merida) y en tercer lugar Elia Viviani (Team Sky).

## Recorrido
El Gran Premio Bruno Beghelli dispuso de un recorrido total de 196,3 kilómetros con sitio de inicio en la ciudad de Monteveglio, para luego entrar en un circuito de 26 kilómetros donde los ciclistas le dieron 9 vueltas  hasta la línea de meta en Monteveglio.

## Equipos participantes
Tomaron parte en la carrera 24 equipos: 10 de categoría UCI ProTeam; 10 de categoría Profesional Continental; 4 de categoría Continental. Formando así un pelotón de 192 ciclistas de los que acabaron 75. Los equipos participantes fueron:
| WorldTeams (10)- FDJ - Sky - Bahrain-Merida - UAE Team Emirates - Dimension Data - Trek-Segafredo - Cannondale-Drapac - AG2R La Mondiale - Astana - Orica-Scott Equipos continentales profesionales (10)- Bardiani CSF - Israel Cycling Academy - Cofidis, Solutions Crédits - Wanty-Groupe Gobert - Gazprom-RusVelo - Wilier Triestina-Selle Italia - Androni Giocattoli - Nippo-Vini Fantini - CCC Sprandi Polkowice - Caja Rural-Seguros RGA Equipos continentales (4)- Sangemini-MG.Kvis - Amore & Vita-Selle SMP-Fondriest - GM Europa Ovini - Unieuro Trevigiani-Hemus 1896 |
| |

## Clasificación final
- Las clasificaciones finalizaron de la siguiente forma:[4]

| \| Clasificación general \| Clasificación general \| Clasificación general \| Clasificación general \| Clasificación general \| \| Ciclista \| Ciclista \| Equipo \| Tiempo \| \| \| --------------------- \| --------------------- \| -------------------------- \| --------------------- \| --------------------- \| \| 1.º \| Luis León Sánchez \| Astana \| 4 h 27 min 30 s \| \| \| 2.º \| Sonny Colbrelli \| Bahrain-Merida \| + 6 s \| \| \| 3.º \| Elia Viviani \| Team Sky \| + 6 s \| \| \| 4.º \| Michael Albasini \| Orica-Scott \| + 6 s \| \| \| 5.º \| Alberto Bettiol \| Cannondale-Drapac \| + 6 s \| \| \| 6.º \| Andrea Pasqualon \| Wanty-Groupe Gobert \| + 6 s \| \| \| 7.º \| Marco Canola \| Nippo-Vini Fantini \| + 6 s \| \| \| 8.º \| Julien Simon \| Cofidis, Solutions Crédits \| + 6 s \| \| \| 9.º \| Simone Consonni \| UAE Team Emirates \| + 6 s \| \| \| 10.º \| Magnus Cort \| Orica-Scott \| + 6 s \| \| |                   |                            |                 |
| |                   |                            |                 |
| Fuente: ProCyclingStats |                   |                            |                 |
| Clasificación general |                   |                            |                 |
| Ciclista | Ciclista          | Equipo                     | Tiempo          |
| 1.º | Luis León Sánchez | Astana                     | 4 h 27 min 30 s |
| 2.º | Sonny Colbrelli   | Bahrain-Merida             | + 6 s           |
| 3.º | Elia Viviani      | Team Sky                   | + 6 s           |
| 4.º | Michael Albasini  | Orica-Scott                | + 6 s           |
| 5.º | Alberto Bettiol   | Cannondale-Drapac          | + 6 s           |
| 6.º | Andrea Pasqualon  | Wanty-Groupe Gobert        | + 6 s           |
| 7.º | Marco Canola      | Nippo-Vini Fantini         | + 6 s           |
| 8.º | Julien Simon      | Cofidis, Solutions Crédits | + 6 s           |
| 9.º | Simone Consonni   | UAE Team Emirates          | + 6 s           |
| 10.º | Magnus Cort       | Orica-Scott                | + 6 s           |

## UCI World Ranking
El Gran Premio Bruno Beghelli otorga puntos para el UCI Europe Tour 2017 y el UCI World Ranking, este último para corredores de los equipos en las categorías UCI ProTeam, Profesional Continental y Equipos Continentales. Las siguientes tablas son el baremo de puntuación y los corredores que obtuvieron puntos:
| Posición              | 1.ª | 2.ª | 3.ª | 4.ª | 5.ª | 6.ª | 7.ª | 8.ª | 9.ª | 10.ª |
| Clasificación general | 200 | 150 | 125 | 100 | 85  | 70  | 60  | 50  | 40  | 35   |

| 1.º  | Luis León Sánchez | Astana              | 200 |
| 2.º  | Sonny Colbrelli   | Bahrain-Merida      | 150 |
| 3.º  | Elia Viviani      | Team Sky            | 125 |
| 4.º  | Michael Albasini  | Orica-Scott         | 100 |
| 5.º  | Alberto Bettiol   | Cannondale-Drapac   | 85  |
| 6.º  | Andrea Pasqualon  | Wanty-Groupe Gobert | 70  |
| 7.º  | Marco Canola      | Nippo-Vini Fantini  | 60  |
| 8.º  | Julien Simon      | Cofidis             | 50  |
| 9.º  | Simone Consonni   | UAE Emirates        | 40  |
| 10.º | Magnus Cort       | Orica-Scott         | 35  |